# Gare de Sosoye
La gare de Sosoye est une halte ferroviaire belge, fermée, de la ligne 150, de Tamines à Anhée. Elle était située à Sosoye dans la commune d’Anhée, en Région wallonne dans la province de Namur.
Ce point d'arrêt est ouvert en 1894 par les Chemins de fer de l'État belge quelques années après la mise en service de la ligne du chemin de fer traversant le village sur un remblai. Il est fermé lors de l'arrêt du service des voyageurs en 1962. Le petit bâtiment, sur le remblai près du pont, n'existe plus. Subsiste l'accès depuis la rue qui maintenant de faire le lien avec le RAVeL.

## Situation ferroviaire
Établie à 157 mètres d'altitude, la halte de Sosoye est située au point kilométrique (pk) 31,30 de la ligne 150, de Tamines à Anhée entre les gares de Denée-Maredsous et de Falaën.

## Histoire
La halte de Sosoye est ouverte le 29 juillet 1894 par les Chemins de fer de l'État belge. Environ quatre ans après la mise en service de la section d'Ermeton à Anhée, qui traverse le village sur un remblai. Pour accueillir les voyageurs, elle dispose d'un petit bâtiment à pans de bois établi en haut du remblai en limite du pont (voir photo en haut à droite de l'article). Cet arrêt est sous la responsabilité de la gare de Denée-Maredsous.
Fermée pendant la Première Guerre mondiale, la halte est rouverte lors de la reprise des circulations après la fin du conflit. En 1925, une deuxième voie est posée sur la plateforme sur la section qui passe par la halte, entre les gares de Tamines et Anhée.
La fermeture définitive du point d'arrêt de Sosoye, intervient le 26 août 1962 lors de l'arrêt du service des voyageurs sur la section située entre les gares de Ermeton et Haut-le-Wastia. La deuxième voie est démontée le 30 septembre de cette même année et l'arrêt du passage des trains de marchandises intervient le 8 septembre 1964 avec la fermeture de ce service entre Ermeton et Haut-le-Vastia.

## Patrimoine ferroviaire
Depuis la fin des circulations, seul le bâtiment en bois a disparu, le soubassement en pierre adossé au remblai et l’escalier d’accès à la halte sont toujours présents. Il reste une voie utilisée par les vélorails des Draisines de la Molignée qui circulent entre les gares de Faläen et Denée Maredsous. L'emplacement de la deuxième voie est aménagée en RAVeL entre les anciennes gares d'Aisemont et d'Anhée.